# Алворже
Алворже (порт. Alvorge)  —  район (фрегезия) в Португалии,  входит в округ Лейрия. Является составной частью муниципалитета  Ансьян. По старому административному делению входил в провинцию Бейра-Литорал. Входит в экономико-статистический  субрегион Пиньял-Интериор-Норте, который входит в Центральный регион. Население составляет 1298 человек на 2001 год. Занимает площадь 37,72 км².